# Torjus Hansén
Torjus Hansén (* 29. Oktober 1973 in Skien) ist ein ehemaliger norwegischer Fußballspieler. Der Abwehrspieler spielte in seiner aktiven Karriere für Vereine in Norwegen sowie eine Saison in der deutschen Bundesliga bei Arminia Bielefeld. Zuletzt stand Hansén bei Odd Grenland in seiner Heimatregion Grenland unter Vertrag. Zu seinen größten Titeln zählen der Gewinn der norwegischen Meisterschaft in den Jahren 2003 und 2004.

## Vereinskarriere
Torjus Hansén wurde 1973 in Skien im Osten der Provinz Telemark im Süden von Norwegen geboren. Im Alter von 20 Jahren spielte er seine erste Profisaison bei Odd Grenland. Nach fünf Spielzeiten wechselte Hansén zu Lillestrøm SK. Sein Debüt gab der Defensivspieler am ersten Spieltag der Saison 1999 gegen Brann Bergen. Auf das erste Tor musste Hansén bis zur Saison 2001 warten, bis er im Heimspiel gegen den Moss FK im Åråsen-Stadion einen Strafstoß gegen Emille Baron verwandelte. Im weiteren Saisonverlauf traf dieser zwei weitere Male, womit Hansén auch mit Toren zur Vizemeisterschaft von Lillestrøm beitragen konnte. Nach einer enttäuschenden Saison 2001 mit Platz 7 wechselte er zu Arminia Bielefeld. Dort kam er in der Bundesliga-Saison 2002/03 zu seinem Debüt am 3. Spieltag gegen den VfL Wolfsburg. Durch einen 1:0-Heimsieg durch den Treffer von Ansgar Brinkmann war es für Hansén ein erfolgreicher Start in Deutschland. Nach 13 Spieltagen wurde der Abwehrspieler durch starke Auftritte im Trikot der Arminen erstmals von Nationaltrainer Nils Johan Semb für die Norwegische Fußballnationalmannschaft berufen. Trotz des guten Saisonstarts stieg die Arminia in die 2. Bundesliga ab, woraufhin er bereits nach nur einer Saison in Bielefeld und 31 Spielen in der Bundesliga zurück nach Norwegen zum dortigen Rekordmeister Rosenborg Trondheim wechselte. Mit nur elf Einsätzen in zwei Spielzeiten, die gekrönt wurden mit zwei gewonnenen Meistertiteln mit Trondheim, bei denen er oft nur als Einwechselspieler zum Zuge kam, wechselte Hansén nach Odd Grenland, wo er 1993 seine Profikarriere begann. Nach sechs Spielzeiten mit Grenland beendete Hansén im Alter von 37 Jahren die Karriere. Zum letzten Mal auf dem Spielfeld stand er bei der 2:3-Heimniederlage gegen Brann Bergen im Juli 2011, als er in der Halbzeitpause für Fredrik Semb Berge eingewechselt wurde.

## Nationalmannschaft
Für Norwegen spielte Hansén jeweils ein Spiel für die U-16, U-17 und U-20. Seinen ersten Einsatz in der A-Nationalmannschaft der Skandinavier hatte er am 20. November 2002 gegen Österreich. Es folgten zwei weitere Länderspiele gegen Griechenland und Irland.

## Erfolge
- Norwegischer Pokalsieger mit Rosenborg Trondheim: 2003
- Norwegischer Meister mit Rosenborg Trondheim: 2003, 2004